# Gerrit A. Brouwer
Gerrit Anton Brouwer (Den Haag, 27 oktober 1898 - Soest, 25 juli 1981) was een Nederlandse bioloog, ornitholoog en natuurbeschermer met een grote kennis van natuurterreinen, vogels en zoogdieren.

## Opleiding
Brouwer studeerde in Groningen en promoveerde in 1963 in Leiden op het proefschrift Historische gegevens over onze vroegere ornithologen en over de avifauna van Nederland.

## Werk
Brouwers ornithologische activiteiten leidden tot talloze publicaties over de bestandsontwikkeling, het voorkomen en broedsucces van vogelsoorten als aalscholver, barmsijs, roek en steltkluut. Hij werkte daarbij onder meer samen met ornithologen zoals Jan Verwey, G.J. van Oordt en Luuk Tinbergen. Hij voltooide verder in 1935 deel 5 van het standaardwerk Ornithologia Neerlandica. De Vogels van Nederland, waarvan de eerste delen vanaf 1922 werden geschreven door prof. E.D. van Oort. Hij was tevens bestuurslid van de Nederlandse Ornithologische Vereniging.
Brouwer nam deel aan verschillende inventarisaties van natuurterreinen zoals in Drenthe en Groningen. Hij was, samen met Jac.P. Thijsse, Wim G. van der Kloet, Hendrik Cleyndert en Theodorus Weevers, auteur van de lijst Het voornaamste natuurschoon van Nederland die lange tijd de basis vormde voor het nationale natuurbeschermingsbeleid.  
Hij produceerde bovendien als eerste een Nederlandstalig overzicht van natuurbeschermingsactiviteiten buiten Nederland, De organisatie van de natuurbescherming in de verschillende landen in 1931, dat ook een Amerikaanse uitgave kent.
Hij was bestuurlijk zeer actief in talloze natuurbeschermingsorganisaties, zoals Natuurmonumenten, de Contact-Commissie voor Natuur- en Landschapsbescherming, de Natuurbeschermingsraad en Het Drentse Landschap. Hij was zo vermogend dat, als er bijvoorbeeld bij Natuurmonumenten financiële problemen waren bij de verwerving van gronden, hij deze soms kocht om ze vervolgens over te dragen.
In 1930 maakte Brouwer een reis door Abessynië, wat hij zich steeds zou herinneren als de reis van zijn leven. Hij deed er uitgebreid natuuronderzoek, maar moest zich ook verdedigen tegen een leeuw. De reis wordt beschreven door zijn reisgenoot, de diplomaat mr. B. Ph. baron van Harinxma thoe Slooten, in het boek Dwars door Abessinië. Omdat de mannen toch in dat land waren, vroeg de Nederlandse regering hun om Nederland te vertegenwoordigen bij de kroning van keizer Haile Selassie.

## Huwelijk
Brouwer trouwde in 1930 met IJkeline Meijer (1901-1974), lerares Duits. Het huwelijk werd ontbonden in 1940. Meijer hertrouwde in 1941 met de arts David Offerhaus (1911-1993). In 1940 trouwde Brouwer met dra. Johanna Imena Pierson (1898-1993), eveneens bioloog en docente biologie te Utrecht. Zij woonden in Bilthoven, later in Soest. Er waren geen kinderen.
- Gemeinsame Normdatei: 1013215966
- International Standard Name Identifier: 0000 0001 2346 0833
- Library of Congress Control Number: no2019039012
- Nederlandse Thesaurus van Auteursnamen: 072087420
- Système universitaire de documentation: 240868137
- Virtual International Authority File: 173278175